# Ducati Monster 696

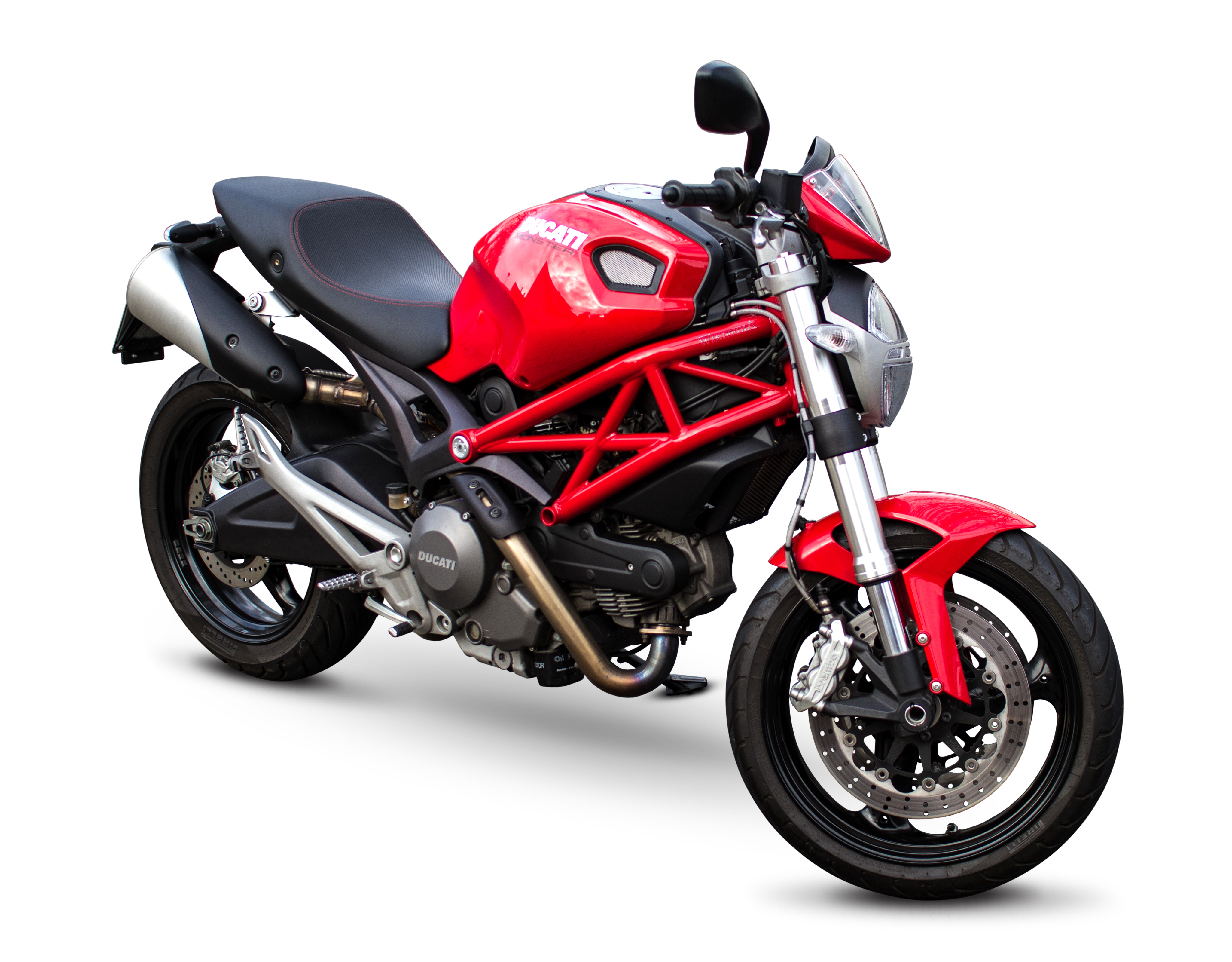
Eine Ducati Monster 696, Baujahr 2012, rechte Seite

Die Ducati Monster 696 ist das erste Modell der sogenannten M5-Reihe. Es ist die erste echte Neukonstruktion eines Ducati-Monster-Modells seit deren Erscheinen 1993.

## Modellhistorie
Die Ducati Monster 696 wurde 2007 auf der Motorradmesse EICMA vorgestellt. Anders als viele der vorhergehenden Modelle, ist die 696 nicht nur ein überarbeitetes oder anders motorisiertes Vorgängermodell, sondern ist mit neuem Rahmen völlig neu konstruiert. Dabei ist der Motor dem Vorgängermodell 695 entnommen, wurde jedoch auch überarbeitet.
Die wesentlichen Änderungen zum Vorgänger, der Ducati Monster 695, sind:
- Erhöhung der Leistung von 73 auf 80 PS (von 54 auf 59 kW), des Drehmoments um 8 Nm
- Underseat-Doppelauspuff
- serienmäßiges ABS (ab 2010)
- Reduzierung des Gewichts um 5 kg

Die Produktion der Monster 696 wurde 2014 zugunsten der Monster 821 eingestellt.

### Modelle
Die Monster 696 war 2014 in drei Farbkombinationen lieferbar:
- Anbauteile und Rahmen schwarz (Dark Stealth)
- rote Anbauteile mit rotem Rahmen (Ducati Red)
- weiße Anbauteile mit schwarzem Rahmen (Stone White)

Zudem ist es möglich, die Verkleidungen der M5-Reihe auszutauschen und hierdurch andere Farbkombinationen herzustellen.
Außer der 696 gab es eine 696+ mit kleinem Windabweiser und einer Soziusabdeckung. Im Jahr 2014 betrug der Preis der 696+ 8.790 € plus Überführung.

### Sondermodell
Zum 20-jährigen Jubiläum der Monster-Reihe 2013 gab es eine Anniversary-Edition mit einem bronzefarbenen Rahmen, schwarzen Rädern und rotem Dekor.

## Technik

### Motor & Antrieb
- Zweizylinder-V-Motor, 90 Grad Bankwinkel, 2 Ventile je Zylinder[3]
- Bohrung: 88 mm
- Hub: 57,2 mm
- Gesamthubraum: 696 cm³
- Verdichtungsverhältnis: 10,7:1
- 6-Gang-Getriebe
- Anti-Hopping-Kupplung im Ölbad, hydraulisch betätigt

#### Federgabel
- Öldynamische Upside-Down-Gabel
- Standrohrdurchmesser (Holme): 43 mm
- Federweg: 120 mm

#### Federbein
- Progressiv angesteuertes Mono-Federbein, Zugstufe und Federvorspannung einstellbar
- Federweg: 148 mm

#### Räder
Vorderrad
- Abmessungen: MT3,50x17”
- Reifengröße: 120/60-ZR17

Hinterrad
- Abmessungen: MT4,50x17”
- Reifengröße: 160/60-ZR17”

### Elektronik
Die Elektronik der Monster 696 ist weitgehend identisch mit der der gesamten M5-Generation. Die Einspritzanlage stammt von Siemens.

## Rezeption
Die anfänglichen Reaktionen auf die Neugestaltung der Monster 696 waren durchaus gemischt, jedoch überwiegend positiv.
„Sie ist in allen Belangen moderner geworden, ohne an Charakterstärke eingebüßt zu haben.“ So werden weiter Motor, Fahrwerk und Bremsen als besonders gut gelungen gelobt. Spätere Tests loben das Design im Vergleich zu Mitbewerbern, sowie die sportliche Auslegung, insbesondere auch der Sound des kleinsten Modells der Reihe. Des Weiteren wird die einfache Bedienung und gute Eignung für Einsteiger gelobt. Andererseits wird die niedrige Sitzhöhe (insbesondere mit niedriger Sitzbank) als mögliches Problem für Personen mit großer Körpergröße bezeichnet.
Im Vergleich zum größeren Modell Monster 1100 Evo wird an der 696 die bessere Fahrbarkeit und Handling gelobt. Die teilweise einfachere Ausstattung der 696 sei nicht ausschlaggebend und der Fahrspaß mindestens ebenbürtig, wenn nicht größer.